# Eddie Shore
Edward William Shore (Fort Qu'Appelle, 25 novembre 1902 – Springfield, 16 marzo 1985) è stato un hockeista su ghiaccio, allenatore di hockey su ghiaccio e dirigente sportivo canadese, noto soprattutto per la sua militanza nei Boston Bruins, formazione della National Hockey League, e per essere stato proprietario degli Springfield Indians nella American Hockey League. Fu l'unico difensore capace di vincere quattro Hart Trophy e nel suo ruolo è considerato uno dei giocatori più forti nella storia della NHL.

## Carriera

### Giocatore
Nato in un villaggio del Saskatchewan Shore iniziò la propria carriera da giocatore in alcune leghe minori del Canada occidentale. Dopo una stagione con i Regina Caps nel 1925 fu ingaggiato dagli Edmonton Eskimos, formazione campione in carica della WCHL. Fu allora che Shore cambiò ruolo passando da attaccante a difensore e ricevette il soprannome di "Edmonton Express" per le sue qualità sul ghiaccio.
Nel 1926 la lega si sciolse e Shore fu venduto ai Boston Bruins in NHL. Nella sua stagione da rookie collezionò 18 punti e totalizzò ben 130 minuti di penalità. Quello stesso anno in allenamento ebbe un fortissimo scontro con Billy Coutu, veterano appena giunto dai Montreal Canadiens, e in seguito all'impatto fu quasi costretto all'amputazione di un orecchio; dopo aver trovato un medico disposto ad aiutarlo Shore rifiutò qualsiasi forma di anestesia e grazie a uno specchio poté vedere l'orecchio mentre veniva ricucito. Nel 1929 Shore vinse la prima Stanley Cup nella storia della franchigia di Boston.
Shore era noto per il suo stile di gioco durissimo che spesso costringeva gli avversari a lunghi infortuni, ma anche egli stesso non fu immune dai problemi fisici: in totale nel corso della sua carriera ricevette 978 punti di sutura e subì 14 rotture del naso e 5 della mascella. Nella seconda stagione con la maglia dei Bruins stabilì l'allora primato della NHL con 165 minuti di penalità subiti in 43 gare disputate.
Il 12 dicembre 1933 Shore interruppe bruscamente la carriera della stella dei Toronto Maple Leafs Ace Bailey dopo una carica violenta da dietro. Bailey cade a terra privo di conoscenza e fu colpito da convulsioni, mentre per vendicarsi del fallo subito un compagno di squadra di Bailey Red Horner colpì Shore con un pugno in faccia. Bailey fu portato all'ospedale in condizioni critiche con il cranio fratturato e dopo un intervento di quattro ore si poté ristabilire. In seguito al fallo Shore fu sospeso dalla NHL per 16 giornate e si scusò pubblicamente con Bailey. I due ebbero modo di incontrarsi a un evento benefico organizzarono in onore di Bailey al Maple Leaf Gardens il 14 febbraio 1934.
Nel corso degli anni trenta Shore entrò per sette volte nel First All-Star Team mentre i Bruins vinsero nuovamente la Stanley Cup nel 1939, anno del suo primo ritiro dall'hockey giocato. In vista della stagione successiva Shore comprò infatti gli Springfield Indians, formazione della American Hockey League di cui fu giocatore e proprietario. Fu convinto a ritornare in campo nella NHL e giocò quattro gare con i Bruins prima di essere ceduto nel gennaio del 1940 ai New York Americans. Rimase con gli Americans per il resto della stagione fino alla loro eliminazione ai playoff, mentre in contemporanea era sul ghiaccio degli Indians nelle loro gare di playoff.

### Allenatore e dirigente
Dopo il ritiro di Shore dalla NHL egli continuò a giocare per altre due stagioni con la squadra di Springfield. Gli Indians sospesero le loro attività a causa della seconda guerra mondiale e per questo Shore trasferì i suoi giocati a Buffalo dove guidò i Buffalo Bisons alla conquista della Calder Cup nel biennio 1943-1944. Al termine del conflitto gli Springfield Indians ripresero a giocare regolarmente guidati sempre da Shore.
Shore fu spesso accusato di essere un proprietario dispotico nei confronti degli atleti mancando spesso di rispetto nei loro confronti. Era solito utilizzare i giocatori meno in forma per pulire e sistemare l'impianto casalingo degli Indians, l'Eastern States Coliseum. Tale gruppo era stato nominato "Black Aces" e da allora fu utilizzato per indicare quei giocatori aggiuntivi che si allenano con la prima squadra. Sotto la gestione di Shore gli Indians furono una delle squadre più vincenti della AHL, capaci di aggiudicarsi la Calder Cup per cinque volte: 1960, 1961, 1962, 1971 e 1975.
Nel 1967 l'intera squadra si rifiutò di scendere in pista dopo che Shore aveva sospeso tre giocatori senza stipendio, così come i due giocatori che andarono a trattare con Shore a nome della squadra. La polemica continuò per mesi fra Shore e Alan Eagleson, un avvocato scelto per trattare con il proprietario in difesa dei giocatori. Da quell'incidente furono gettate le basi per la nascita della NHLPA, il sindacato dei giocatori della NHL. Quello stesso anno Shore vendette la squadra ai Los Angeles Kings, i quali cambiarono il nome della formazione in Springfield Kings per poi rivenderla nel 1974.
Nel 1947 Shore era stato incluso nella Hockey Hall of Fame e la sua maglia numero 2 ritirata dai Boston Bruins, mentre nel 1970 fu insignito del Lester Patrick Trophy. Dal 1958 la AHL consegna l'Eddie Shore Award al miglior difensore della lega e nel 2006 fu fra i primi ad essere incluso nella AHL Hall of Fame. Il 16 marzo 1985 Shore morì in un ospedale di Springfield a causa di un'infezione polmonare.

## Palmarès

### Giocatore

#### Club
- Stanley Cup: 2

Boston: 1928-1929, 1938-1939

#### Individuale
- Hockey Hall of Fame: 1

1947
- Lester Patrick Trophy: 1

1970
- Hart Memorial Trophy: 4

1932-33, 1934-35, 1935-36, 1937-38
- NHL First All-Star Team: 7

1930-31, 1931-32, 1932-33, 1934-35, 1935-36, 1937-38, 1938-39
- NHL Second All-Star Team: 1

1933-1934

### Allenatore

#### Club
- Calder Cup: 1

Buffalo: 1942-1943

#### Individuale
- AHL Hall of Fame: 1

2006